# Noah Nartey
Noah Teye Nartey (* 5. Oktober 2005 in Bagsværd) ist ein dänischer Fußballspieler. Er spielt bei Brøndby IF und ist dänischer Nachwuchsnationalspieler.

## Karriere

### Verein
Noah Nartey spielte anfänglich beim FC Gladsaxe und beim FC Kopenhagen, bevor er zum Erzrivalen Brøndby IF wechselte. Bei diesem Verein erhielt er im November 2022 einen Vertrag bis Sommer 2025. Nartey gab am 25. Februar 2024 im Alter von 18 Jahren sein Profidebüt, als er beim 3:0-Auswärtssieg in der Superliga gegen Odense BK in der 85. Minute für Daniel Wass eingewechselt wurde. Brøndby IF verpasste mit einer 2:3-Niederlage als Tabellenführer am letzten Spieltag gegen Aarhus GF die dänische Meisterschaft. Im September 2024 verlängerte Noah Nartey seinen Vertrag bis Sommer 2027.

### Nationalmannschaft
Noah Nartey läuft gegenwärtig für dänische Nachwuchsnationalmannschaften auf und trug dabei die Trikots der Altersklassen U17, U18 und U19. Mit der U17-Nationalmannschaft nahm er an der U17-Europameisterschaft 2022 in Israel teil und schied dort mit seiner Mannschaft im Viertelfinale gegen die serbischen Alterskollegen raus. Dabei kam Nartey während des Turniers zu drei Partien.